# Piet Kruiver
Piet Kruiver (ur. 5 stycznia 1938 w Koog aan de Zaan, zm. 18 marca 1989 w Amsterdamie) – holenderski piłkarz grający na pozycji napastnika. W swojej karierze rozegrał 19 meczów w reprezentacji Holandii i strzelił w niej 2 gole.

## Kariera klubowa
Swoją karierę piłkarską Kruiver rozpoczynał w klubie KFC Koog aan de Zaan. Następnie został zawodnikiem PSV Eindhoven. 25 sierpnia 1957 zadebiutował w jego barwach w rozgrywkach Eredivisie w przegranym 4:5 wyjazdowym meczu ze Sportclub Enschede. W debiucie zdobył dwa gole. W PSV Eindhoven występował do końca sezonu 1960/1961. Latem 1961 przeszedł do włoskiego Lanerossi Vicenza i występował w nim przez rok.
Latem 1962 roku Kruiver wrócił do Holandii i został zawodnikiem Feyenoordu. Swój debiut w nim zanotował 26 sierpnia 1962 w zwycięskim 2:1 wyjazdowym meczu ze Sportclub Enschede. W debiucie strzelił gola. W sezonie 1964/1965 wywalczył z Feyenoordem tytuł mistrza Holandii, a także zdobył Puchar Holandii. Z kolei w sezonie 1965/1966 z 23 golami został królem strzelców holenderskiej ligi.
Latem 1966 roku Kruiver odszedł z Feyenoordu do AFC DWS. W klubie tym zadebiutował 14 sierpnia 1966 w wygranym 3:1 domowym spotkaniu z DOS Utrecht, w którym strzelił bramkę. W DWS grał do końca swojej kariery, czyli do końca sezonu 1967/1968.
| Sezon   | Klub              | Kraj     | Rozgrywki  | Mecze | Bramki |
| ------- | ----------------- | -------- | ---------- | ----- | ------ |
| 1957/58 | PSV Eindhoven     | Holandia | Eredivisie | 30    | 4      |
| 1958/59 | PSV Eindhoven     | Holandia | Eredivisie | 14    | 5      |
| 1959/60 | PSV Eindhoven     | Holandia | Eredivisie | 18    | 9      |
| 1960/61 | PSV Eindhoven     | Holandia | Eredivisie | 28    | 18     |
| 1961/62 | Lanerossi Vicenza | Włochy   | Serie A    | 17    | 1      |
| 1962/63 | Feyenoord         | Holandia | Eredivisie | 23    | 13     |
| 1963/64 | Feyenoord         | Holandia | Eredivisie | 19    | 24     |
| 1964/65 | Feyenoord         | Holandia | Eredivisie | 22    | 14     |
| 1965/66 | Feyenoord         | Holandia | Eredivisie | 29    | 23     |
| 1966/67 | AFC DWS           | Holandia | Eredivisie | 33    | 15     |
| 1967/68 | AFC DWS           | Holandia | Eredivisie | 19    | 9      |

## Kariera reprezentacyjna
W reprezentacji Holandii Kruiver zadebiutował 17 listopada 1957 roku w wygranym 5:2 towarzyskim meczu z Belgią, rozegranym w Rotterdamie. W debiucie zdobył gola. W swojej karierze grał w: eliminacjach do Euro 64 i do MŚ 1966. Od 1957 do 1965 roku rozegrał w kadrze narodowej 22 mecze i strzelił 12 goli.
| Mecze i gole w reprezentacji | Mecze i gole w reprezentacji | Mecze i gole w reprezentacji    | Mecze i gole w reprezentacji | Mecze i gole w reprezentacji | Mecze i gole w reprezentacji | Mecze i gole w reprezentacji |
| #                            | Data                         | Stadion                         | Rywal                        | Wynik                        | Gol                          | Rozgrywki                    |
| 1957                         | 1957                         | 1957                            | 1957                         | 1957                         | 1957                         | 1957                         |
| ---------------------------- | ---------------------------- | ------------------------------- | ---------------------------- | ---------------------------- | ---------------------------- | ---------------------------- |
| 1.                           | 17.11.1957                   | Rotterdam, Holandia             | Belgia                       | 5:2                          | 1                            | towarzyski                   |
| 1958                         |                              |                                 |                              |                              |                              |                              |
| 2.                           | 28.09.1958                   | Antwerpia, Belgia               | Belgia                       | 3:2                          | 1                            | towarzyski                   |
| 3.                           | 15.10.1958                   | Rotterdam, Holandia             | Dania                        | 5:1                          | 1                            | towarzyski                   |
| 4.                           | 02.11.1958                   | Rotterdam, Holandia             | Szwajcaria                   | 2:0                          | 2                            | towarzyski                   |
| 1960                         |                              |                                 |                              |                              |                              |                              |
| 5.                           | 26.06.1960                   | Meksyk, Meksyk                  | Meksyk                       | 1:3                          | 0                            | towarzyski                   |
| 6.                           | 29.06.1960                   | Willemstad, Antyle Holenderskie | Antyle Holenderskie          | 0:0                          | 0                            | towarzyski                   |
| 7.                           | 03.07.1960                   | Paramaribo, Surinam             | Surinam                      | 4:3                          | 3                            | towarzyski                   |
| 8.                           | 02.10.1960                   | Antwerpia, Belgia               | Belgia                       | 4:1                          | 0                            | towarzyski                   |
| 9.                           | 30.10.1960                   | Praga, Czechosłowacja           | Czechosłowacja               | 0:4                          | 0                            | towarzyski                   |
| 1961                         |                              |                                 |                              |                              |                              |                              |
| 10.                          | 22.03.1961                   | Rotterdam, Holandia             | Belgia                       | 6:2                          | 2                            | towarzyski                   |
| 1962                         |                              |                                 |                              |                              |                              |                              |
| 11.                          | 05.09.1962                   | Amsterdam, Holandia             | Antyle Holenderskie          | 8:0                          | 0                            | towarzyski                   |
| 1963                         |                              |                                 |                              |                              |                              |                              |
| 12.                          | 31.03.1963                   | Berno, Szwajcaria               | Szwajcaria                   | 1:1                          | 1                            | el. ME 1964                  |
| 13.                          | 17.04.1963                   | Rotterdam, Holandia             | Francja                      | 1:0                          | 0                            | towarzyski                   |
| 14.                          | 20.10.1963                   | Amsterdam, Holandia             | Belgia                       | 1:1                          | 0                            | towarzyski                   |
| 15.                          | 30.10.1963                   | Rotterdam, Holandia             | Luksemburg                   | 1:2                          | 1                            | el. ME 1964                  |
| 1964                         |                              |                                 |                              |                              |                              |                              |
| 16.                          | 22.03.1964                   | Antwerpia, Belgia               | Belgia                       | 0:0                          | 0                            | towarzyski                   |
| 17.                          | 12.04.1964                   | Amsterdam, Holandia             | Austria                      | 1:1                          | 0                            | towarzyski                   |
| 18.                          | 29.04.1964                   | Rotterdam, Holandia             | Szwecja                      | 0:1                          | 0                            | towarzyski                   |
| 19.                          | 24.05.1964                   | Rotterdam, Holandia             | Albania                      | 2:0                          | 0                            | el. MŚ 1966                  |
| 20.                          | 30.09.1964                   | Antwerpia, Belgia               | Belgia                       | 0:1                          | 0                            | towarzyski                   |
| 1965                         |                              |                                 |                              |                              |                              |                              |
| 21.                          | 17.10.1965                   | Amsterdam, Holandia             | Szwajcaria                   | 0:0                          | 0                            | el. MŚ 1966                  |
| 22.                          | 14.11.1965                   | Berno, Szwajcaria               | Szwajcaria                   | 1:2                          | 0                            | el. MŚ 1966                  |